# 2000-es UEFA-bajnokok ligája-döntő
A 2000-es UEFA-bajnokok ligája-döntő az európai labdarúgó-klubcsapatok legrangosabb tornájának 8., jogelődjeivel együttvéve a 45. döntője volt., mely 2000. május 24-én került megrendezésre a párizsi Stade de France-ban. Ez volt az első eset a BEK/BL történetében, hogy két azonos nemzetbeli csapat jutott a fináléba.
A döntőben két spanyol gárda: a Real Madrid és a Valencia találkozott. A mérkőzést a Real Madrid nyerte meg 3–0-ra.

## A döntő részletei
| 2000. május 24. 20:45 (CEST) |

| Real Madrid                          | 3–0   | Valencia |
| ------------------------------------ | ----- | -------- |
| Morientes 39' McManaman 67' Raúl 75' | (1–0) |          |

| Stade de France, Párizs Nézőszám: 78 759 Játékvezető: Stefano Braschi (Olaszország) |

| Real Madrid | Valencia |

| Real Madrid:       |    |                             |
|                    |    |                             |
| GK                 | 27 | Iker Casillas               |
| SW                 | 15 | Iván Helguera               |
| CB                 | 18 | Aitor Karanka               |
| CB                 | 12 | Iván Campo                  |
| RWB                | 2  | Michel Salgado 36' 84'      |
| LWB                | 3  | Roberto Carlos da Silva 58' |
| CM                 | 8  | Steve McManaman             |
| CM                 | 6  | Fernando Redondo (C)        |
| AM                 | 7  | Raúl                        |
| CF                 | 9  | Fernando Morientes 71'      |
| CF                 | 19 | Nicolas Anelka 79'          |
| Cserék:            |    |                             |
| GK                 | 1  | Bodo Illgner                |
| DF                 | 4  | Fernando Hierro 84'         |
| DF                 | 5  | Manuel Sanchís 79'          |
| MF                 | 11 | Sávio 71'                   |
| MF                 | 21 | Geremi                      |
| MF                 | 22 | Christian Karembeu          |
| FW                 | 20 | Elvir Baljić                |
| Vezetőedző:        |    |                             |
| Vicente del Bosque |    |                             |

| Valencia:    |    |                         |
|              |    |                         |
| GK           | 1  | Santiago Cañizares 62'  |
| RB           | 20 | Jocelyn Angloma         |
| CB           | 5  | Miroslav Đukić          |
| CB           | 2  | Mauricio Pellegrino 92' |
| LB           | 31 | Gerardo 37' 68'         |
| DM           | 8  | Javier Farinós 82'      |
| RM           | 6  | Gaizka Mendieta (C)     |
| LM           | 18 | Kily González           |
| AM           | 14 | Gerard                  |
| CF           | 10 | Miguel Ángel Angulo     |
| CF           | 7  | Claudio López           |
| Cserék:      |    |                         |
| GK           | 13 | Jorge Bartual           |
| DF           | 3  | Alain Roche             |
| MF           | 23 | David Albelda           |
| MF           | 9  | Óscar García            |
| MF           | 21 | Luis Milla              |
| FW           | 11 | Adrian Ilie 68'         |
| FW           | 17 | Juan Sánchez            |
| Vezetőedző:  |    |                         |
| Héctor Cúper |    |                         |

| A mérkőzés játékosa: Steve McManaman Asszisztensek: Gennaro Mazzei Piergiuseppe Farneti Negyedik játékvezető: Domenico Messina |

## Statisztika
| Real Madrid |                      | Valencia |
| ----------- | -------------------- | -------- |
| 3           | Gólok                | 0        |
| 14          | Lövések              | 6        |
| 11          | Kapura tartó lövések | 1        |
| 53%         | Labdabirtoklás       | 47%      |
| 8           | Szögletek            | 10       |
| 9           | Szabálytalanságok    | 20       |
| 1           | Lesek                | 3        |
| 2           | Sárga lapok          | 4        |
| 0           | Piros lapok          | 0        |

| A 1999–00-es UEFA-bajnokok ligája győztese |
| Real Madrid 8. cím                         |
| ← 1998–99 Manchester United                |
| Bayern München 2000–01 →                   |